# Ninian Stephen
Sir Ninian Martin Stephen (Nettlebed, 15 de junio de 1923–Melbourne, 29 de octubre de 2017) fue un juez australiano que se desempeñó como vigésimo gobernador general de Australia, en el cargo de 1982 a 1989. Anteriormente fue juez del Tribunal Superior de Australia de 1972 a 1982.
Stephen nació en Inglaterra de padres escoceses. De niño vivió durante períodos en Francia, Alemania, Escocia y Suiza, y finalmente llegó a Australia a la edad de 16 años. Stephen sirvió en el ejército australiano durante la Segunda Guerra Mundial, y después de la guerra ingresó a la profesión legal. Se convirtió en uno de los principales abogados constitucionales de Australia. Stephen fue nombrado miembro del Tribunal Supremo de Victoria en 1970, y luego del Tribunal Superior en 1972, a la edad de 48 años. Se le consideraba miembro del "centro moderado" del tribunal. En 1982, Stephen fue nombrado gobernador general por recomendación de Malcolm Fraser. Aprobó dos dobles disoluciones durante su mandato, siendo el único gobernador general en hacerlo. Después de que expiró su mandato, Stephen permaneció activo en la vida pública como conservacionista y miembro de varios tribunales internacionales. Murió a la edad de 94 años, lo que lo convirtió en el gobernador general más longevo de Australia.

## Biografía
Stephen nació en Nettlebed, Oxfordshire, Inglaterra, de padres escoceses, Barbara (de soltera Cruickshank) y Frederick Brown Stephen. Su padre, un avicultor y ex soldado, abandonó a la familia poco después de su nacimiento, se mudó a Canadá y comenzó una nueva familia; a su hijo le dijeron que había muerto y que no supo la verdad hasta 2003. La madre de Stephen era una compañera remunerada de Nina Mylne, la rica heredera del pastor de Queensland Graham Mylne; su nombre de pila era en su honor. Durante su primera infancia, los tres vivieron durante períodos en Suiza (Ginebra, donde fue bautizado), Francia (París, Cannes y Saint-Cast-le-Guildo) y Alemania (Wiesbaden). Finalmente se mudaron a Edimburgo en 1929 para que Stephen pudiera comenzar su educación formal.
Mylne pagó la educación de Stephen, que tuvo lugar en Escocia (George Watson's College y Edinburgh Academy), Londres (St Paul's School) y Suiza (Chillon College, Montreux). Él y Mylne generalmente viajaban juntos, mientras que su madre permanecía en Escocia y tenía una pensión. En 1940, los tres se mudaron a Australia para evitar la guerra. Se establecieron en Melbourne y Stephen asistió al Scotch College durante dos períodos y luego fue aceptado en la Universidad de Melbourne para estudiar derecho.
En 1989, Stephen se convirtió en el primer embajador de Australia para el medio ambiente y, en su mandato de tres años, estuvo particularmente enérgico al trabajar por la prohibición de la minería en la Antártida. En 1991, asumió una tarea difícil cuando fue nombrado presidente de la segunda parte de las conversaciones de paz de Irlanda del Norte. De 1991 a 1995 fue juez ad hoc de la Corte Internacional de Justicia en el caso Timor Oriental (Portugal c. Australia) 1991-1995. De 1993 a 1997, fue juez en los tribunales internacionales que investigan crímenes de guerra en Yugoslavia y Ruanda. También se desempeñó como presidente del Australian Citizenship Council desde 1998. En 1994, actuó como enviado especial del Secretario General de la ONU para resolver conflictos políticos en Bangladés.
El 30 de junio de 1970, Stephen fue nombrado juez del Tribunal Supremo de Victoria. Ocupó este cargo hasta el 29 de febrero de 1972, renunciando a él para asumir su nombramiento como Magistrado del Tribunal Superior de Australia. Juramentó en el Consejo Privado del Reino Unido en 1979 y fue miembro de su Comité Judicial. Aunque Stephen fue nombrado para el Tribunal Superior por un gobierno liberal, demostró no ser un defensor conservador tradicional de los derechos de los estados. Se unió al "centro moderado" de la corte, entre el archiconservadurismo de Sir Garfield Barwick y el radicalismo de Lionel Murphy. En 1982 formó parte de la mayoría que se decidió por una interpretación amplia del "poder de asuntos externos" de la constitución australiana en el caso Koowarta v Bjelke-Petersen.
Stephen luego regresó al campo legal, convirtiéndose en presidente de un tribunal arbitral constituido bajo el Capítulo 11 del Tratado de Libre Comercio de América del Norte (TLCAN), encargado de la adjudicación de una disputa de inversión entre Mondev, un inversionista canadiense, y los Estados Unidos. En septiembre de 2013 se publicó una biografía académica detallada de Stephen, Fortunate Voyager de Philip Ayres. Basándose en él, Ayres también resumió la carrera de Stephen para Victorian Bar News.